# Ньюджент, Ричард, 2-й граф Уэстмит
Ричард Ньюджент, 2-й граф Уэстмит (англ. Richard Nugent, 2st Earl of Westmeath; 1621/1623 — 25 февраля 1684) — ирландский пэр и дворянин-роялист.

## Биография
Родился в 1621/1623 году. Единственный сын Кристофера Ньюджента, лорда Делвина (1604—1625), и леди Энн Макдоннелл, дочь Рэндала Макдоннелла, 1-го графа Антрима, и его жены Эллис (или Алиса) О’Нил, дочери Хью О’Нила, графа Тирона, и его четвертой жены Кэтрин Магеннис. Внук и преемник Ричарда Ньюджента, 1-го графа Уэстмита (1583—1642).
В 1642 году после смерти своего деда Ричард Ньюджент унаследовал титулы 2-го графа Уэстмита (Пэрство Ирландии) и 7-го барона Делвина (Пэрство Ирландии), став членом Ирландской палаты лордов.
В декабре 1641 года он был арестован на обратном пути в Ирландию из Лондона по подозрению в соучастии в восстании 1641 года. Позднее лорд Уэстмит служил командиром кавалерии во время войн Ирландской Конфедерации, принимал участие в битве при Дунганском холме в августе 1647 года, где он был взят в плен. Позже он служил генералом войск провинции Ленстер с 1650 по 1652 год. Его поведение как военачальника подверглось резкой критике со стороны его собственной стороны: его называли генералом, который никогда не выставлял армию в боевые действия и не пользовался чьей-либо поддержкой. который мог бы совершить действие стоимостью шесть пенсов.
Во время кампании Оливера Кромвеля в Ирландии замок Клонин, главная резиденция семьи Ньюджент, был сожжен: согласно одному сообщению, лорд Уэстмит сжег его сам, чтобы предотвратить попадание его в руки врага. В прошлом году он подчинился парламентским силам, но был исключен из Акта об урегулировании 1652 года и переведен в Коннахт, несмотря на его просьбы о том, чтобы ему разрешили остаться, и заявления о лояльности Протекторату. После Реставрации Карла II Стюарта лорд Уэстмит получил большую пенсию в качестве награды за свою верность короне. Он больше не принимал участия в общественных делах.

## Семья
До 1641 года Ричард Ньюджент женился на своей родственнице Мэри Ньюджент (? — 19 мая 1672), вдове Кристофера Планкетта, младшего сына Кристофера Планкетта, 8-го барона Дансени) и дочери сэра Томаса Ньюджента, 1-го баронета Мойрата, и его жены Элисон Барнуолл, дочери Роберта Барневолл. У супругов было семеро детей:
- Кристофер Ньюджент, лорд Делвин (? — до 1680), женился на Мэри Батлер, от брака с которой у него было трое сыновей.
- Леди Энн Ньюджент (? — 14 июля 1710), в 1682 года она вышла замуж первым браком за Лукаса Диллона, 6-го виконта Диллона (? — 1682), а затем в 1683 году вторично за сэра Уильяма Толбота, 3-го баронета (ок. 1643—1691). Оба брака были бездетными.
- Томас Ньюджент, 1-й барон Ньюджент из Риверстона (? — 2 апреля 1715), лорд-главный судья Ирландии, предок нынешнего графа Уэстмит.
- Леди Мэри Ньюджент (21 февраля 1648 — 25 июня 1680), вышла замуж за Генри Барнуолла, 2-го виконта Барнуолла Кингсленда (? — 1688)
- Достопочтенный Уильям Ньюджент (? — 1690), член парламента от графства Уэстмит
- Леди Элисон Ньюджент, она вышла замуж за Генри Даудалла из Браунстауна, графство Мит.
- Леди Джейн Ньюджент, она вышла замуж за бригадного генерала Александра Макдоннелла в 1685 году.

Ему наследовал его внук Ричард Ньюджент, 3-й граф Уэстмит (? — 1714), старший сын Кристофера, лорда Делвина. 3-й граф был монахом, который провел большую часть своей жизни во Франции, а после его смерти титул перешел по очереди к двум его младшим братьям, Томасу и Джону.